# 瑞古
瑞古，缅甸克钦邦城镇。2014年该镇人口为18,894人。

## 历史
1944年12月在二战缅甸战场，国民革命军陆军新编第六军攻下该镇后，被国民政府紧急调回中国。